# レッド・ピアノ
レッド・ピアノ（The Red Piano）は、イギリスのピアニスト、シンガーソングライターのエルトン・ジョンが、アメリカ合衆国ネバダ州ラスベガスのシーザーズ・パレスで行なっていた長期公演である。
シーザーズ・パレスに新しく建設された4,000人収容の劇場「コロセウム」で、全1時間半合計15曲を演奏する。2003年にスタートしたセリーヌ・ディオンが行っているショウA New Day...Live in Las Vegasの合間を縫う形で、2004年2月18日からこの公演はスタートした。
当初、シーザーズ・パレスとは2006年末までの3年間の契約だったが、大反響により追加公演に次ぐ追加公演を行い、2009年4月までの契約延長が行われた。

## 演奏曲目
- Bennie and the Jets
- Philadelphia Freedom
- Daniel
- Rocket Man
- I Guess That's Why They Call It The Blues
- Tiny Dancer
- Don't Let the Sun Go Down on Me
- Candle in the Wind
- Pinball Wizard
- The Bitch is Back
- I'm Still Standing
- Saturday Night's Alright for Fighting
- Your Song

他